# Écriture jiahu

Exemple de l'écriture jiahu.

L'écriture jiahu  (chinois simplifié : 賈湖契刻符號, Jiǎhú qìkè fúhào) est attestée par 16 symboles sur des artefacts préhistoriques trouvés à Jiahu, site de la culture Peiligang dans la province de Henan en Chine.
Le site de Jiahu est daté de 6600 av. J.-C. et a été fouillé en 1999.
Les inscriptions ont été gravées sur des carapaces de tortues datant du néolithique. Les carapaces étaient enterrées avec des restes humains dans des tombes du néolithique. La datation par le carbone 14 situe les inhumations entre 6600 et 6200 av. J.-C.
Les fouilles ont été menées par l'Université de Sciences et Technologie de Chine et par le docteur Garman Harbottle, du Laboratoire national de Brookhaven, États-Unis. Celui-ci indique que les symboles « semblent montrer des correspondances avec l'ancienne écriture chinoise » (similitude pour 目 « œil », 日 « jour ou soleil »). Les exemples les plus anciens de ces inscriptions divinatoires ou oraculaires datent du règne du roi Wu Ding (vers 1200 BC) de la dynastie Shang.
Toutefois, cette interprétation ne fait pas consensus. En particulier, le professeur David Keightley, de l'Université de Californie à Berkeley rappelle que 5000 ans sépare ces premiers symboles de l'écriture ossécaille.
Un article de 2003 publié dans Antiquity les interprète « non comme une écriture en elle-même, mais comme les prémices de signes qui, utilisés sur une longue période, ont mené à un système d'écriture à part entière.